# Infödingen
Infödingen är en svensk dramafilm från 1991 i regi av Roger Sellberg och med manus av Carl-Göran Ekerwald. I rollerna ses bland andra Lennart Jähkel, Cia Berg och Kåre Mölder.

## Handling
Filmen handlar om den norrländske ripjägaren Elov Jonsson som träffar den berömda popartisten Bie. Mötet får konsekvenser.

## Rollista
- Lennart Jähkel – Elov
- Cia Berg – Bie
- Kåre Mölder – Roffe
- Bert-Åke Varg – Elovs far
- Lena-Pia Bernhardsson – hushållerskan
- Tomas Norström – brevbäraren
- Sven Strömersten Holm – försäljaren
- Claes Månsson – göteborgaren
- Mia Benson – hustrun
- Maria Andersson – kvinnan
- Hans Harnesk – banditen
- Ivan Öhlin – en dansare
- Michael Seid – ljudteknikern